# سردرب خانه
سردرب خانه مربوط به دوره قاجار - دوره معاصر است و در تهران، میدان قدس، خیابان شریعتی، نبش کوچه کاشف واقع شده و این اثر در تاریخ ۱۸ اسفند ۱۳۸۷ با شمارهٔ ثبت ۲۵۳۷۸ به‌عنوان یکی از آثار ملی ایران به ثبت رسیده است.